# Protomeropina
Protomeropina (лат.) — ископаемый подотряд ручейников. Обнаружены в виде отпечатков крыльев в отложениях с пермского и до юрского периодов Евразии, Северной Америки и Австралии. Состав и ранг группы дискутируются.

## Описание
Крылатые насекомые мелкого размера. Длина крыла у типового вида Microptysma sibiricum 4 мм, а его ширина 1,5 мм (Microptysmatidae). В крыльях поперечные жилки в субкостальном и радиальном полях, множество окончаний RS(+MA), M и Cu. Жилки Sc и R впадают в середине крыла. Имеют характерную для ручейников анальную петлю в передних крыльях.

## Систематика
Иногда члены группы сближаются со скорпионницами (первоначально Cladochoristidae, Microptysmatidae и Protomeropidae включались в отряд Mecoptera), или подотряд Protomeropina рассматривается в ранге отдельного ископаемого отряда Permotrichoptera, близкий к бабочкам и ручейникам (надотряд Amphiesmenoptera), но в 2010 году включающий только одно семейство (Microptysmatidae, =Uraloptysmatidae).
Самые древние ископаемые, отнесенные к Trichoptera, датируются пермским периодом и они обобщены в подотряде Protomeropina (Ivanov, Sukatcheva, 2002). По альтернативным взглядам эта группа была исключена Виггинсом (2004: 73) из Trichoptera и перенесена в Amphiesmenoptera, представляя собой, таким образом, общего предка Trichoptera и Lepidoptera.
В 2022 году Майкл Энджел предложил свою классификацию, в которой создал два новых отряда для нескольких семейств Protomeropina.
- Cladochoristidae Tillyard, 1926[1][14], или в Cladochoroptera Engel, 2022[13]
  - Cladochorisа Tillyard, 1926
- Microptysmatidae  О. Martynova, 1958[3][15], или в Permotrichoptera Martynova, 1958[13]
  - Каmораnоrpа Mart., 1928[16]
    - =Microptysma О. Martynova, 1958[3], Microptysmodes О. Martynova, 1958[3], Uraloptysma Ivanov, 1992[17]
- Microptysmellidae Engel, 2022[13][18], в Permotrichoptera Martynova, 1958[13]
  - Microptysmella Kukalová-Peck and Willmann, 1990[19]
    - Microptysmella moravica Kukalová-Peck and Willmann, 1990
- ? Prosepididontidae Handlirsch, 1939[20], или синоним в составе Geinitziidae Handlirsch, 1906 (Reculida)[21][22][23]
  - Prosepididontus Handlirsch, 1939
- Protomeropidae Tillyard, 1926[12] (или в Mecoptera)[24], или в Protomeroptera Engel, 2022[13]
  - Marimerobius Zalessky, 1946, или в Marimerobiidae Engel, 2022 как incertae sedis среди клады Mecopterida[13]
  - Neuromerope
  - Platychorista Tillyard, 1926
  - Permomerope Tillyard, 1926
  - Pseudomerope Kuk.-Peck et Willm., 1990[19]
  - Pseudomeropella Kuk.-Peck et Willm., 1990
  - Stenomerope Kuk.-Peck et Willm., 1990
  - Westphalomerope Nel, Roques & Nel, 2007[25]
- Prorhyacophilidae Riek, 1955[26]
  - Prorhyacophila Riek, 1955
    - Prorhyacophila batkenica Sukatsheva and Sinitshenkova, 2023[27]
    - Prorhyacophila colliveri Riek, 1955
    - Prorhyacophila furcata  Sukatsheva, 1973[28]
    - Prorhyacophila rara Sukatsheva and Sinitshenkova, 2023
    - Prorhyacophila rasnitsyni Sukatsheva and Aristov, 2013
- ?Uraloptysmatidae Ivanov, 1992[29], или синоним и в составе Microptysmatidae[8].
  -  ?Uraloptysma Ivanov, 1992 (→ Каmораnоrpа)